# Svarta fåglar
Svarta fåglar (originaltitel Svarte fugler) är en norsk-svensk dramafilm från 1983 i regi av Lasse Glomm. I rollerna ses bland andra Bjørn Skagestad, Bibi Andersson och Anouk Ferjac.

## Om filmen
Filmen var baserades på romanen med samma namn av Espen Haavardsholm, utgiven 1981, och Haavardsholm skrev även filmens manus tillsammans med Glomm. Fotograf var Erling Thurmann-Andersen, producent Bente Erichsen och klippare Lars Hagström. Filmen premiärvisades den 2 december 1983 på biograf Rialto i Stockholm.

## Handling
Filmen handlar om Simone Cambral (Bibi Andersson) och Stein (Bjørn Skagestad) som möts på bokmässan i Frankfurt, där de blir intresserade av varandra. Simone är svensk/fransk och arbetar i Paris som redaktör, medan norske Stein Carlsen arbetar på ett förlag i Oslo. De fortsätter att träffa varandra efter mässan.

## Rollista
- Bjørn Skagestad – Steinar Carlsen
- Bibi Andersson – Simone Cambral
- Anouk Ferjac – Celeste
- Henri Serre – Jean-Claude
- Micky Sebastian – Elisabeth
- Snorre Bjaanæs – Erik
- Keve Hjelm – Lindtner
- Minken Fosheim – Åsil
- Sigmund Sæverud – Bakke
- Jean-Paul Moulinot – Simones far
- Janny Hoff Brekke	– Eriks mor
- Lella Nilsen – sekreteraren
- Rocco Petrucci – Paul
- Nathalie Richard – väninnan

### Fotnoter
1. 1 2 3  ”'Svarta fåglar”. Svensk Filmdatabas. http://sfi.se/sv/svensk-filmdatabas/Item/?itemid=16722&type=MOVIE&iv=Basic&ref=/templates/SwedishFilmSearchResult.aspx?id%3d1225%26epslanguage%3dsv%26searchword%3dsvarta+f%C3%A5glar%26type%3dMovieTitle%26match%3dBegin%26page%3d1%26prom%3dFalse. Läst 17 maj 2013.